# Lars Ljung (militär)
Lars Christer Lennartsson Ljung, född 24 november 1948 i Solna, är en svensk militär och diplomat.

## Biografi
Medan Lars Ljung fortfarande var överstelöjtnant anställdes han 1993 vid Försvarsstaben. Åren 1994-1999 var han militär rådgivare vid Sveriges FN-representation i New York. Åren 2000-2004 var han militärattaché vid Sveriges ambassad i Pretoria, Sydafrika. Därefter och fram till pensionen var han verksam som senior advisor vid Folke Bernadotteakademin. Lars Ljung är son till tidigare överbefälhavaren Lennart Ljung.
Ljung är ledamot av Militärsällskapet i Stockholm och har suttit i dess direktion.

### Karriär
Lars Ljung avlade studentexamen vid Norra Latin i Stockholm år 1968. Samma år påbörjade han sin militära bana som officersaspirant vid Göta livgarde (P 1). Efter att ha genomgått utbildning vid Kungliga Krigsskolan i Karlberg utexaminerades han 1971 med graden Fänrik och placerades åter vid Göta livgarde i Enköping.
År 1972 befordrades han till Löjtnant, och 1973–1974 genomgick han utbildning vid Pansartruppernas truppslagsskola i Skövde. Åren 1975–1977 tjänstgjorde han som Kapten vid Göta livgarde. Därefter deltog han 1977–1978 i Militärhögskolans allmänna kurs i Stockholm.
Mellan 1978 och 1981 tjänstgjorde Ljung som stabsofficer vid Arméstabens pansaravdelning. Han var 1981–1982 kompanichef för brigadspaningskompaniet vid Norra skånska regementet (P 6) i Kristianstad. Åren 1982–1984, som Major, tjänstgjorde han som militär observatör inom UNTSO i Israel, Syrien och Libanon, samt som utbildningschef vid UNTSO:s högkvarter i Jerusalem.
Under perioden 1984–1987 tjänstgjorde han vid Försvarsstabens underrättelseavdelning OP 5 i Stockholm, och därefter genomförde han Militärhögskolans högre stabskurs 1987–1989. Han blev därefter generalstabsofficer och chef för Arméstabens/Försvarsstabens personalutvecklingsavdelning.
Åren 1990–1991 var Ljung Överstelöjtnant och bataljonchef vid Skaraborgs regemente (P 4) i Skövde. Han befordrades 1991 till Överste och tjänstgjorde 1991–1993 som stabschef för OSSEs militära planeringsstab i Wien, samt i fältverksamhet i Georgien, Armenien och Azerbajdzjan.
Mellan 1994 och 1999 var han militär rådgivare vid den svenska FN-delegationen i New York. Därefter var han 1999–2001 chef för Militärhögskolans internationella avdelning. År 2001 utnämndes han till försvarsattaché vid den svenska ambassaden i Pretoria, Sydafrika.
Efter sin attachétjänst verkade Ljung mellan 2004 och 2008 som vice president för SAAB South Africa, Pty. Ltd i Centurion, Sydafrika. Därefter var han 2008–2011 senior advisor vid Folke Bernadotteakademin, med placering i Stockholm och Nairobi, Kenya.
Under åren 2012–2017 tjänstgjorde han som Director vid OKAPI International Finance i Nairobi. Mellan 2018 och 2021 var han ordförande för Kungl. Göta livgardes kamratförening samt ledamot i Militärsällskapets styrelse i Stockholm.
Från 2021 till 2023 innehade Lars Ljung befattningen som ambassadråd vid den svenska ambassaden i Beirut, Libanon, med sidoackreditering till Damaskus, Syrien.